# Attleborough
Attleborough è un paese di 9 702 abitanti della contea del Norfolk, in Inghilterra.